# Arhopala ralanda
Arhopala ralanda är en fjärilsart som beskrevs av Corbet 1941. Arhopala ralanda ingår i släktet Arhopala och familjen juvelvingar. Inga underarter finns listade i Catalogue of Life.